# Bogotacris
Bogotacris is een geslacht van rechtvleugeligen uit de familie veldsprinkhanen (Acrididae). De wetenschappelijke naam van dit geslacht is voor het eerst geldig gepubliceerd in 1979 door Ronderos.

## Soorten
Het geslacht Bogotacris omvat de volgende soorten:
- Bogotacris acuticauda Ronderos, 1979
- Bogotacris casanare Hebard, 1923
- Bogotacris nigrisoma Ronderos, 1979
- Bogotacris pausifrons Ronderos, 1979
- Bogotacris peruvianus Ronderos, 1992
- Bogotacris rubripes Ronderos, 1979
- Bogotacris varicolor Stål, 1878